# 가시도마뱀
가시도마뱀(Thorny lizard)은 도깨비도마뱀(Thorny devil)이라고도 불리며 아가마과에 속하는 도마뱀의 일종이다. 이 종은 오스트레일리아의 토착종이며 가시도마뱀속(Moloch)의 유일한 종이다. 총 길이는 21cm까지 자라며 (꼬리 포함) 암컷이 수컷보다 일반적으로 더 크다.

## 분류학
가시도마뱀은 1841년 생물학자 존 에드워드 그레이에 의해 처음 묘사되었다. 가시도마뱀속에 포함된 유일한 종이지만, 많은 분류학자들은 다른 종이 야생에서 발견될 수 있다고 의심하고 있다. 가시도마뱀은 형태학적으로 유사한 뿔도마뱀인 뿔도마뱀속과 멀리 떨어져 있을 뿐이다. 이러한 유사성은 일반적으로 수렴 진화의 한 예로 간주된다.
이 도마뱀의 이름은 머리에 있는 두 개의 큰 뿔 달린 비늘이 용이나 악마의 환상을 완성하는 모습을 반영한다. 몰록(Moloch)이라는 이름은 보통 끔찍한 짐승으로 묘사되는 고대 근동의 신에게 사용되었다. 가시도마뱀은 "악마도마뱀", "뿔도마뱀", "가시두꺼비"와 같은 다른 별명도 가지고 있다.

## 묘사
가시도마뱀은 총 길이 (꼬리 포함)가 21cm까지 자라며 15~20년 동안 살 수 있다. 그리고 암컷이 수컷보다 크다. 대부분의 표본은 사막 갈색과 황갈색의 위장 음영으로 색이 바뀐다. 이러한 색은 따뜻한 날씨에는 옅은 색에서 추운 날씨에는 어두운 색으로 바뀐다. 가시도마뱀은 대부분 석회화되지 않은 원뿔형 가시로 완전히 덮여 있다.

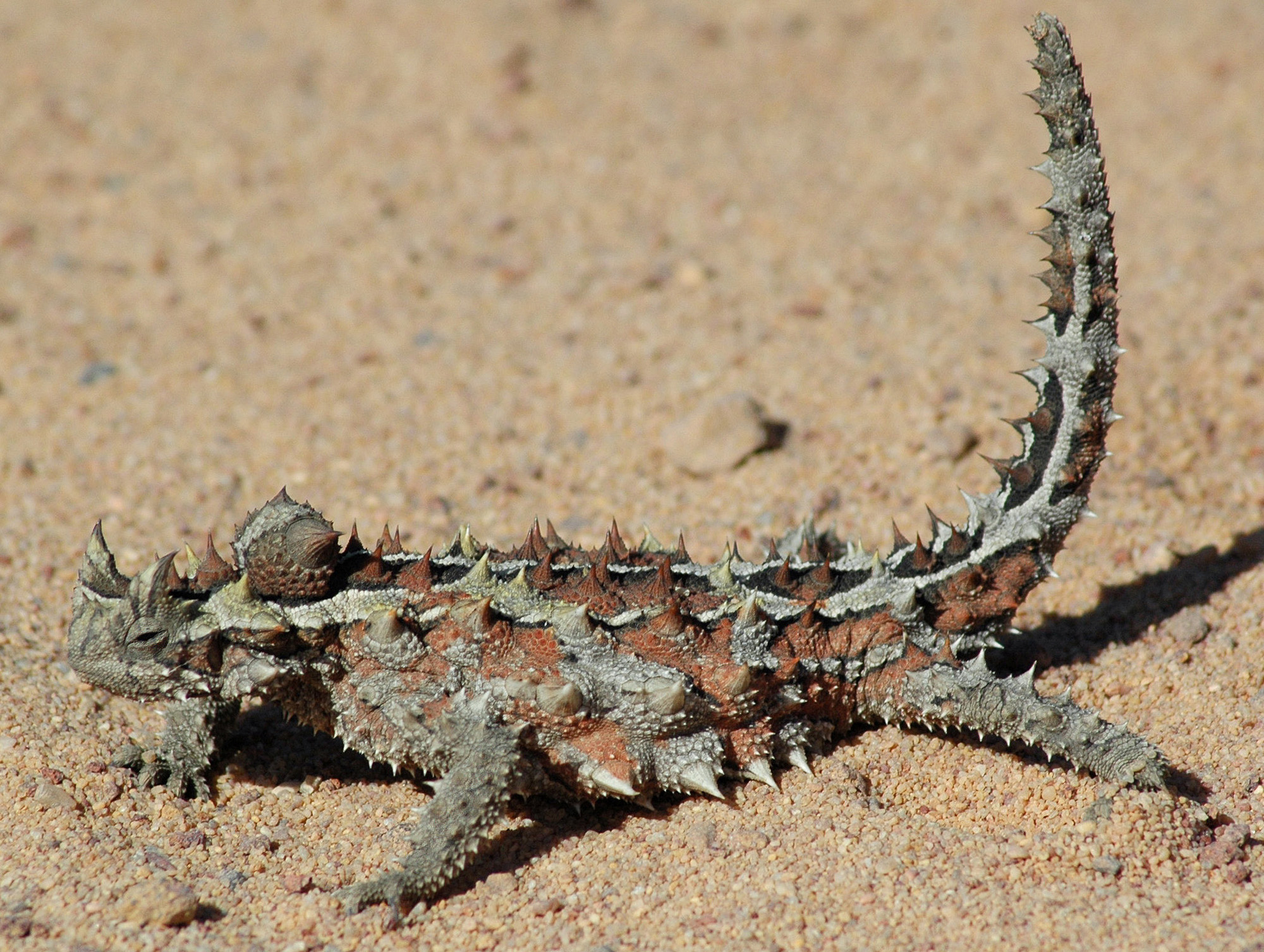
웨스턴오스트레일리아주의 가시도마뱀

가시도마뱀의 몸 위쪽 전체를 위협적인 스파이크가 뒤덮고 있다. 가시도마뱀은 포식자로부터 가시도마뱀을 방어하는 데도 도움이 된다. 위장과 속임수는 포식을 피하기 위해 사용될 수 있다. 이 도마뱀의 특이한 걸음걸이는 먹이, 물, 짝을 찾아 천천히 움직일 때 얼어붙고 흔들리는 것을 포함한다.
가시도마뱀은 목 뒤에 가시가 달린 "가짜 머리"를 가지고 있으며, 도마뱀은 실제 머리를 담그어 잠재적인 포식자에게 이를 보여준다. "가짜 머리"는 부드러운 조직으로 만들어졌다.
가시도마뱀의 비늘은 제거되어 동물이 신체의 어느 부위, 주로 팔다리로 만지기만 하면 물을 모을 수 있으며, 모세혈관 작용으로 인해 피부의 채널을 통해 입으로 물을 운반할 수 있다. 가시도마뱀은 또한 밤의 극도로 낮은 온도와 그 후 이슬이 맺힌 후 건조한 사막에서 수분을 채취할 수 있다. 이 과정에는 수분 접촉, 모세혈관이 있는 친수성 피부 표면 구조, 내부 운반 메커니즘이 포함된다.

## 분포 및 서식지
가시도마뱀은 보통 오스트레일리아 중부 대부분을 덮고 있는 건조한 관목 지대와 사막, 깊은 내륙의 모래 벌판과 모래 능선 사막, 말리 벨트에 서식한다.
가시도마뱀의 서식지는 웨스턴오스트레일리아주의 특정 기후보다는 사질양토 토양 지역과 더 일치하다.

## 자기 방어
가시도마뱀은 딱딱하고 다소 날카로운 가시로 덮여 있어 포식자의 공격을 삼키기 어렵게 만든다. 또한 등에 가짜 머리를 가지고 있다. 다른 동물로부터 위협을 받으면 앞다리 사이로 고개를 숙인 다음 가짜 머리를 제시한다. 가시도마뱀을 잡아먹는 포식자로는 야생 새와 고아나가 있다.

## 먹이
가시도마뱀은 이슬이 맺혀 건조한 사막에서 수분을 모았다. 이 이슬은 이른 아침에 밖이 따뜻해지기 시작하면서 피부에 맺힌다. 그런 다음 이슬은 가시 사이의 통로를 통해 중력과 모세혈관 작용에 의해 입으로 전달된다. 강우 시 모세혈관 작용을 통해 가시도마뱀은 온몸의 물을 흡수할 수 있다. 모세혈관 작용을 통해 가시도마뱀은 축축한 모래에서 물을 흡수할 수 있다. 모래를 통한 흡수는 가시도마뱀의 주요 수분 섭취원이다.

## 번식
암컷 가시도마뱀은 9월에서 12월 사이에 3~10개의 알을 낳는다. 암컷은 이 알을 지하 약 30cm의 둥지 굴에 넣는다. 알은 약 3~4개월 후에 부화한다.